# Samsung Galaxy S20
Samsung Galaxy S20 — смартфон компанії Samsung Electronics, представлений 11 лютого 2020 року. Є частиною серії Samsung Galaxy S.
Всі п'ять смартфонів виконані за новою для серії технології екрану, котра називається Infinity-O. Екран займає майже всю область, а фронтальна камера розміщена в Infinity-O вирізі на екрані. У нових апаратах камери поліпшили, друга камера на Galaxy S20+ створена для розмиття заднього тла. Сканер відбитків пальців знову змінився — тепер він ультразвуковий і вбудований прямо під екран.

## Доступність
Телефон можна було замовити через попереднє замовлення. Станом на 17 лютого 2020 року кілька українських мереж пропонували зробити передзамовлення, орієнтовна ціна — 1000 дол.

## Характеристики

### Камери
Всі моделі оснащені 40 МП камерою для селфі.
Основні камери: для S20 Ultra це 108 МП камера, для інших - 64 МП камера. В Ultra-моделі є режим "Super Resolution Zoom" із 100 кратним цифровим збільшенням, у слабших моделей 30 кратне збільшення.
Камери можуть знімати відео із роздільністю 8К. Одна хвилина такого відео займає близько 600 МБ. При цьому із такого відео можна виокремлювати окремі кадри із роздільністю 33 Мп.
Суперсповільнена зйомка дозволяє знімати відео із швидкістю 960 кадрів за секунду.

## Цікавий факт
4 березня 2021 року компанія Samsung встановила новий рекорд швидкості щодо передачі даних в мережі 5G: 5,23 Гбіт/с. Телефон Samsung Galaxy S20+, який використовувався у тестах, завантажив 4-гігабайтовий фільм із роздільною здатністю в full-HD за шість секунд.